# Inspektorat Ostrów Wielkopolski Armii Krajowej
Inspektorat Ostrów Wielkopolski Armii Krajowej – terenowa struktura Okręgu Poznań Armii Krajowej.

## Skład organizacyjny
Struktura organizacyjna podana za Atlas polskiego podziemia niepodległościowego:
- Obwód Ostrów Wielkopolski Powiat
- Obwód Ostrów Wielkopolski Miasto
- Obwód Kalisz (do wiosny 1942 w Inspektoracie Kalisz)